# 홍콩 국제공항
홍콩 국제공항(한국 한자: 香港國際空港, 중국어: 香港國際機場, 영어: Hong Kong International Airport, IATA: HKG, ICAO: VHHH)은 홍콩의 서부 해역 첵랍콕섬(광둥어: 赤鱲角)에 위치한 국제공항으로 섬의 이름을 따서 첵랍콕 국제공항(한국 한자: 赤鱲角國際空港, 중국어: 赤鱲角國際機場, 영어: Chek Lap Kok International Airport)이라고도 부른다. 이 공항은 1998년 7월 6일에 카이탁 공항을 대체하여 개항한 신공항으로 중국 본토와 동아시아 및 동남아시아의 여러 국가를 잇는 환승 거점이자 홍콩을 통하는 여객과 화물의 주요한 항공 관문이다.

## 개요
착륙하기 어려운 공항으로 악명 높았던 홍콩 가우룽 도심에 있었던 구 홍콩 국제공항(카이탁 공항)이 포화상태에 이르자, 이를 대체하기 위해 도심 서쪽 외곽의 첵랍콕섬과 주변 바다를 메워 만든 해상공항이다.
도심에서 멀리 떨어진 해상공항이기 때문에 24시간 운영되며, 홍콩 국제공항의 2024년 여객처리 실적은 국제선 기준으로 세계 9위(5,294만9천 명)이고, 화물처리 실적은 세계 1위(493만8천 톤)이다. 캐세이퍼시픽 항공 및 소형 항공사인 홍콩 익스프레스, 씨알 에어웨이즈, 오아시스 홍콩 항공의 허브 공항이다.
항공기 이착륙수가 활주로의 적정 처리용량(연간 42만회)을 넘었기 때문에, 공항 북쪽의 바다를 6.5 km2 매립하여 2022년 7월 8일 제3활주로를 개장하였다. 제2터미널은 2024년에 증설될 예정이다.

## 터미널

### 1 터미널
1여객터미널은 연면적 57만 m²로, 두바이 국제공항 3터미널, 베이징 수도 국제공항 3터미널에 이어 세계에서 3번째로 큰 공항 여객 터미널 건물이다. 공항 개항 당시에는 53만1천 m²로, 세계에서 가장 큰 공항 여객 터미널이었다.

### 2 터미널
2여객터미널은 연면적 14만 m²로, 1여객터미널 동쪽에 위치하고 있다. 2007년 2월 28일에 터미널 내에 위치한 스카이플라자(SkyPlaza)와 함께 개장하였다. 2여객터미널에는 저비용항공사의 탑승수속 창구가 있다.

### 노스위성 콩코스
2007년에 HKIA는 2009년 12월에 문을 연 2층 NSC의 건설을 시작했다. 이 중앙홀은 폭이 좁은 항공기를 위해 설계되었으며 10개의 제트 브리지를 갖추고 있다. 이 중앙홀은 바닥 면적이 2만 평방미터이고 연간 5백만 명 이상의 승객을 수용할 수 있을 것이다. NSC와 터미널 1 사이에 4분마다 셔틀 버스 서비스가 제공된다. 공항이 최소한 90%의 승객을 항공기로 수용할 수 있도록 하기 위해 북위성 탑승 공간도 건설되었다. 두 가지 레벨(출발용 레벨과 도착용 레벨)이 있다. 건축 회사인 에다스는 North 노스위성 콩쿠르를 디자인했다.

## 지상 교통
카이탁 공항은 가우룽반도에 위치하여 접근성이 뛰어났지만, 신축된 공항은 시내에서 주요 거주지역과는 먼 란터우섬 북측 매립부지에 건설되었기 때문에 접근 시간을 단축시키고, 승객의 불편을 감소시키기 위해 교통 시스템이 정비되었다.

### 철도
홍콩 국제공항과 칭이 역(Tsing Yi Station, 靑衣驛), 가우룽 역(Kowloon Station, 九龍站)을 거쳐 홍콩 역(Hong Kong Station, 香港站)까지 연결하는 홍콩 공항철도(에어포트 익스프레스, AEL)가 12분 간격으로 운행되고 있으며, 공항 역과 홍콩 역 사이를 24분만에 주파한다. 이중 란터우섬 북부에서 홍콩 역까지 MTR 둥충 선과 2복선 형태로 병렬 주행하며, 도착 로비에서 철도 역의 사이에는 계단 등의 단차는 없고, 짐을 든 채로 원활히 이동하는 것이 가능하다. 그러나 왕복이 HK$180인 등 가격이 다소 비싸므로 MTR 둥충 역(Tung Chung Station, 東涌驛)으로 이동하여 둥충 선을 이용하는 방법도 존재한다.
한편, 홍콩 역(Hong Kong Station, 香港驛), 카우룽 역(Kowloon Station, 九龍驛)에는 도심공항터미널이 있어 에어포트 익스프레스 노선을 이용하려는 고객은 도심공항터미널에서 미리 탑승수속을 마칠 수 있다.

### 버스
홍콩 섬이나 까우룽, 신계 곳곳을 잇는 공항 버스(A노선, N노선)가 운행되고 있다. 홍콩 섬까지 1시간 정도, 카우룽까지 40분 정도, 신계까지는 30분~ 1시간 정도 시간이 소요된다. 아침부터 자정까지는 보통 A노선이 운영되며, 자정 이후부터 새벽까지는 N노선을 단 심야버스가 운행한다.

### 택시
홍콩의 택시는 운행 지구별로 색깔이 다르기 때문에(홍콩 섬, 카우룽은 빨강, 신계는 초록, 란타우는 파란색), 이용자는 목적지에 해당하는 택시 승강장에서 승차하면 된다. 홍콩 국제공항에는 종류에 관계없이 모든 택시가 갈 수 있다.

## 주차 시스템
홍콩 국제공항에는 총 3곳의 주차장이 있다. 1번, 2번과 4번 주차장이라고 칭한다. 3개의 주차장을 합하여총 3000대가 넘는 자동차/오토바이가 주차할 수 있다. 비자카드와 마스타카드는 HKD$300 이하의 요금을 결제할때만 자동입구에서 사용이 가능하고, HKD300을 넘어가면, 자동입구에서 옥토퍼스 카드로 결제하거나, 커스터머 서비스 센터에서 마스타카드와 비자카드로 결제할 수 있다.

### 1번 주차장
1번 주차장은 실외 주차장이며, 시간제 주차장이다, 그러므로 요금이 시간제로 부과된다. 승용차 주차 요금은 시간당 HKD20 이고 오토바이는 시간당 HKD8불이다. 옥토퍼스, 비자카드와 마스터카드로 결제가 가능하다.

### 2번 주차장
2번 주차장은 실외 주차장이며, 시간제, 일조, 월조와 장기주차장이 모두 가능한 주차장이다. 승용차 주차요금은 시간당 HKD$16, 하루에 HKD112, 매월 HKD1500, 장기주차는 처음 3일동안은 HKD200, 4일째부터는 매일 HKD70이 부과된다. 오토바이 주차요금은 시간당 HKD8, 하루에 HKD45, 매월 HKD600이 부과된다. 2번 주차장 역시 옥토퍼스, 비자카드와 마스터카드로 결제가 가능하다.

### 4번 주차장
4번 주차장은 실내 주차장이며, 시간제, 일조와 월조 주차장이다. 승용차 주차요금은 시간당 HKD20, 하루에 HKD140, 매월 HKD1800이 부가되며, 승용차의 경우 장애우들은, 위 주차가격의 반값으로 주차할 수 있다. 오토바이 주차요금은 시간당 HKD8, 하루에 HKD56, 매월 HKD720이 부과된다. 4번 주차장 역시 옥토퍼스, 비자카드와 마스터카드로 결제가 가능하다.

## 운항 노선

### 여객 노선
| 항공사                 | 목적지 |
| ---------------------- | --- |
| 캐세이퍼시픽 항공      | 가오슝, 광저우, 나고야(주부), 난징, 뉴욕(JFK), 닝보, 다카, 댈러스 - (2025년 4월 4일 신규취항), 덴파사르, 델리, 도쿄(나리타), 도쿄(하네다), 두바이, 런던(히드로), 로스앤젤레스, 리야드, 마닐라, 마드리드, 맨체스터, 멜버른, 뭄바이, 밀라노(말펜사), 바르셀로나, 방콕(수완나품), 밴쿠버, 베이징(수도), 벵갈루루, 보스턴, 브리즈번, 삿포로, 상하이(푸둥), 상하이(홍차오), 샤먼, 샌프란시스코, 인천, 세부, 수라바야, 시드니, 시안, 시카고(오헤어), 싱가포르, 암스테르담, 애들레이드, 오사카(간사이), 오클랜드, 요하네스버그, 우루무치 - (2025년 4월 28일 신규취항), 우한, 원저우, 자카르타(수카르노 하타), 정저우, 청두(톈푸), 첸나이, 취리히, 충칭, 칭다오, 카트만두, 콜롬보, 쿠알라룸푸르, 타이페이(타오위안), 텔아비브, 토론토(피어슨), 파리(샤를 드 골), 퍼스, 페낭, 푸저우, 푸켓, 프놈펜, 프랑크푸르트, 하노이, 하이커우, 항저우, 호치민, 후쿠오카 계절편 : 케언스, 크라이스트처치 |
| 그레이터 베이 항공     | 도쿄(나리타), 도쿠시마, 마닐라, 방콕(수완나품), 인천, 센다이, 오사카(간사이), 요나고, 이창, 저우산, 타이페이(타오위안), 하이커우 |
| 홍콩 항공              | 가고시마, 구마모토, 나고야(주부), 난징, 다낭, 덴파사르, 방콕(수완나품), 베이징(다싱), 베이징(수도), 비엔티안, 사이판, 싼야, 삿포로, 상하이(푸둥), 상하이(홍차오), 인천, 센다이, 시닝, 오사카(간사이), 오키나와, 청두(톈푸), 충칭, 치앙마이, 타이중, 타이페이(타오위안), 푸켓, 하이커우, 항저우, 후쿠오카, 계절편 : 골드코스트, 말레, 요나고, 하코다테 전세편 : 둔황, 코로르 |
| 홍콩 익스프레스 항공   | 가오슝, 나고야(주부), 닝보, 다낭, 다카마쓰, 대구 - (2025년 6월 6일 신규취항), 도쿄(나리타), 도쿄(하네다), 마닐라, 방콕(돈므앙), 방콕(수완나품), 베이징(다싱), 부산, 싼야, 인천, 센다이, 오사카(간사이), 오키나와, 제주, 청주 - (2025년 6월 5일 신규취항), 치앙마이, 클라크, 타이중, 타이페이(타오위안), 페낭, 푸꾸옥, 푸켓, 화롄, 후쿠오카, 히로시마 |
| 대한항공               | 인천 |
| 아시아나항공           | 인천 |
| 에어프레미아           | 인천 |
| 제주항공               | 인천, 제주 |
| 진에어                 | 인천 |
| 티웨이항공             | 인천 |
| 중국국제항공           | 베이징(수도), 다롄, 인촨, 청두(톈푸), 충칭, 톈진, 항저우 |
| 중국남방항공           | 베이징(다싱), 선양, 쉬얀, 우루무치, 하얼빈 |
| 중국동방항공           | 베이징(다싱), 난징, 란저우, 린이, 상하이(푸둥), 상하이(홍차오), 시안, 옌타이, 우시, 우한, 쿤밍, 타이위안, 항저우, 허페이, 후허하오터 |
| 룰리 항공              | 난닝, 사솽반나 |
| 룽에어                 | 항저우 |
| 산동 항공              | 지난, 칭다오 |
| 상하이 항공            | 상하이(푸둥), 상하이(홍차오) |
| 샤먼 항공              | 샤먼, 콴저우, 푸저우, 항저우 |
| 선전 항공              | 난통, 우시, 청두(톈푸), 콴저우 |
| 쓰촨 항공              | 청두(톈푸) |
| 우루무치 항공          | 우루무치 |
| 준야오 항공            | 상하이(푸둥) |
| 춘추항공               | 상하이(푸둥) |
| 칭다오 항공            | 장자제, 칭다오 |
| 하이난 항공            | 하이커우 |
| 일본항공               | 도쿄(나리타), 도쿄(하네다) |
| 전일본공수             | 도쿄(나리타), 도쿄(하네다) |
| 피치 항공              | 오사카(간사이) |
| 중화항공               | 타이페이(타오위안), 가오슝, 인천 |
| 에바 항공              | 타이페이(타오위안), 가오슝 |
| 스타룩스 항공          | 타이페이(타오위안) |
| MIAT 몽골 항공         | 울란바토르 |
| 말레이시아 항공        | 쿠알라룸푸르 |
| 바틱 에어 말레이시아   | 쿠알라룸푸르 |
| 에어아시아             | 쿠알라룸푸르, 코타키나발루, 페낭 |
| 에어아시아 X           | 쿠알라룸푸르 |
| 베트남 항공            | 하노이 |
| 비엣젯 항공            | 다낭, 푸꾸옥, 호치민 |
| 로얄 브루나이 항공     | 반다르스리브가완 |
| 싱가포르 항공          | 싱가포르, 요하네스버그 |
| 스쿠트                 | 싱가포르 |
| 가루다 인도네시아 항공 | 자카르타(수카르노 하타) |
| 에어아시아 인도네시아  | 자카르타(수카르노 하타), 덴파사르 |
| 캄보디아 앙코르 항공   | 프놈펜, 코로르 |
| 타이 항공              | 방콕(수완나품) |
| 방콕 항공              | 코사무이 |
| 타이 라이온에어        | 방콕(돈므앙) |
| 타이 에어아시아        | 방콕(돈므앙), 치앙마이 |
| 필리핀 항공            | 마닐라 |
| 세부퍼시픽             | 마닐라, 다바오, 세부, 일로일로, 클라크, 푸에르토프린세사 |
| 에어아시아 필리핀      | 마닐라 |
| 네팔 항공              | 카트만두 |
| 에어 인디아            | 델리 |
| 인디고 항공            | 델리 |
| 에미레이트 항공        | 두바이, 방콕(수완나품), 요하네스버그 |
| 카타르 항공            | 도하, 요하네스버그 |
| 에티오피아 항공        | 아디스아바바, 마닐라, 방콕(수완나품) |
| 영국항공               | 런던(히드로), 요하네스버그 |
| 에어 프랑스            | 파리(샤를 드 골), 요하네스버그 |
| 루프트한자             | 프랑크푸르트, 요하네스버그 |
| KLM                    | 암스테르담, 요하네스버그 |
| 스위스 국제항공        | 취리히, 요하네스버그 |
| 터키항공               | 이스탄불(아르나부코이), 요하네스버그 |
| 아에로플로트           | 모스크바(셰레메티예보) |
| 핀에어                 | 헬싱키 |
| 유나이티드 항공        | 로스앤젤레스, 샌프란시스코 |
| 에어 캐나다            | 밴쿠버 |
| 에어 뉴질랜드          | 오클랜드 |
| 에어 뉴기니            | 포트모르즈비 |
| 피지 항공              | 나디 |
| 콴타스 항공            | 멜버른, 시드니 |

### 화물 노선
| 항공사                 | 목적지 |
| ---------------------- | --- |
| 캐세이퍼시픽 카고      | 과달라하라], 뉴욕(JFK), 다카, 댈러스, 델리, 도쿄(나리타), 두바이(알막툼), 런던(히드로), 로스엔젤레스, 리야드, 마닐라, 마이애미, 멕시코시티, 멜버른, 뭄바이, 밀라노(말펜사), 방갈로르, 상하이(푸둥), 샤먼, 서울(인천), 시드니, 시카고(오헤어), 싱가포르, 암스테르담, 애틀랜타, 앵커리지, 오사카(간사이), 자카르타(수카르노 하타), 정저우, 청두(솽류), 첸나이, 충칭 캘거리, 콜롬보, 콜카타, 타이페이(타오위안), 토론토, 투움바, 파리(샤를 드 골), 페낭, 포틀랜드, 프놈펜, 프랑크푸르트, 하노이, 하이데라바드, 호치민, 휴스턴 |
| 에어 홍콩              | 나고야(주부), 도쿄(나리타), 마닐라, 방콕(수완나품), 베이징(수도), 상하이(푸둥), 서울(인천), 세부, 싱가포르, 오사카(간사이), 자카르타(수카르노 하타), 타이페이(타오위안), 페낭, 호치민 |
| 홍콩 항공 카고         | 난닝, 다카, 델리, 마닐라, 방콕(수완나품), 상하이(푸둥), 서울(인천), 시드니, 싱가포르, 알마티, 오사카(간사이), 정저우, 첸나이, 쿠알라룸푸르, 타이페이(타오위안), 프놈펜, 하노이, 호치민 |
| 대한항공 카고          | 서울(인천), 청주 |
| ANA 카고               | 도쿄(나리타), 나고야(주부), 오사카(간사이), 오키나와 |
| 일본화물항공           | 도쿄(나리타) |
| 동하이 항공 카고       | 선전, 청두(솽류) |
| 중국화물항공           | 상하이(푸둥), 상하이(홍차오), 칭다오 |
| SF 항공                | 닝보, 샤먼, 선전, 우한, |
| 중화항공 카고          | 타이페이(타오위안), 마닐라 |
| MAS 카고               | 쿠알라룸푸르, 마닐라, 방콕(수완나품), 페낭 |
| 트랜스마일 에어 서비스 | 쿠알라룸푸르, 수방, 조호르바루 |
| 싱가포르 항공 카고     | 싱가포르, 샤르자, 시애틀, 앵커리지 |
| K-마일 에어            | 방콕(수완나품), 하노이 |
| 사우디아 카고          | 리야드, 담맘, 제다 |
| 에미레이트 스카이카고  | 두바이(알막툼), 멜버른, 시드니, 싱가포르 |
| 에티하드 카고          | 아부다비, 다카, 델리, 시카고(오헤어), 암스테르담, 치타공, |
| CAL 화물항공           | 텔아비브, 리에주 |
| 카타르 항공 카고       | 도하, 싱가포르, 테헤란(이맘 호메이니) |
| 실크웨이 항공          | 바쿠 |
| 에티오피아 항공 카고   | 아디스아바바, 마스트리흐트, 첸나이 |
| 익스프레스 에어 카고   | 튀니스, 방갈로르, 샤르자 |
| 에어 프랑스 카고       | 파리(샤를 드 골), 담맘, 두바이, 마나마, 제다, 쿠웨이트 시티 |
| CMA CGM 에어 카고      | 파리(샤를 드 골) |
| 루프트한자 카고        | 라이프치히, 마나마, 방갈로르, 알마티, 프랑크푸르트 |
| 에어로로직             | 라이프치히, 방갈로르, 싱가포르 |
| DHL                    | 나고야(주부), 델리, 두바이, 라이프치히, 로스엔젤레스, 마나마, 마닐라, 바그람, 방콕(수완나품), 베이징(수도), 상하이(푸둥), 서울(인천), 신시내티, 싱가포르, 앵커리지, 오사카(간사이), 자카르타(수카르노 하타), 타이페이(타오위안), 페낭, 호치민 |
| KLM 카고               | 암스테르담, 두바이(알막툼), 뭄바이, 첸나이, 쿠웨이트 시티 |
| 카고룩스               | 룩셈부르크 시티, 고마쓰, 뉴욕(JFK), 담맘, 도쿄(나리타), 도하, 두바이, 런던(스탠스테드), 리야드, 바쿠, 베이루트, 부다페스트, 빈, 시카고(오헤어), 싱가포르, 아부다비, 알마티, 암만, 앵커리지, 어핑턴, 자카르타(수카르노 하타), 카라간다, 콜럼버스, 쿠웨이트 시티, 타이페이(타오위안), 호치민 |
| ASL 항공 벨기에        | 두바이, 리에주 |
| 카고룩스 이탈리아      | 두바이, 밀라노(말펜사), 알마티, 오사카(간사이) |
| 터키 항공 카고         | 델리, 비슈케크, 알마티, 이스탄불(아르나부코이) |
| ULS 항공               | 나고야(주부),도쿄(나리타), 마닐라, 방콕(수완나품), 베이징(수도), 상하이(푸둥), 서울(인천), 싱가포르, 오사카(간사이), 타이페이(타오위안), 페낭 |
| 에어브리지 카고 에어   | 모스크바(도모데도보, 브누코보, 셰레메티예보), 상트페테르부르크, 싱가포르, 알마티, 암스테르담, 예카테린부르크, 크라스노야르스크, 프랑크푸르트 |
| 웨스턴 글로벌 항공     | 로스엔젤레스, 앵커리지 |
| 페덱스 익스프레스      | 델리, 도쿄(나리타), 마닐라, 멤피스, 서울(인천), 싱가포르, 알마티, 앵커리지, 오사카(간사이), 타이페이(타오위안), 파리(샤를 드 골) |
| 폴라에어 카고          | 싱가포르 |
| UPS 항공               | 두바이, 런던(스탠스테드), 루이스빌, 뭄바이, 삿포로, 서울(인천), 시드니, 싱가포르, 앵커리지, 오사카(간사이), 온타리오, 쾰른, 클라크, 타이페이(타오위안), 필라델피아, 호놀룰루 |
| 콴타스 프레이트        | 시드니, 오클랜드, 케언즈 |

## 같이 보기
- 인천국제공항
- 간사이 국제공항
- 옛 홍콩 국제공항(카이탁 공항)
- 홍콩 공항철도
- 나고야 주부국제공항
- 송환법 반대 시위